# 滋賀県道158号安養寺入町線
滋賀県道158号安養寺入町線（しがけんどう158ごう あんようじいりまちせん）は、滋賀県近江八幡市から野洲市に至る一般県道である。

## 概要
近江八幡市安養寺町から野洲市大篠原に至る。
S字を描いて国道同士を結んでいる。

### 路線データ
- 起点：近江八幡市安養寺町（国道477号交点）
- 終点：野洲市大篠原（国道8号交点）
- 総延長：1.8 km

## 地理

### 通過する自治体
- 滋賀県
  - 近江八幡市 - 野洲市

### 交差する道路
| 交差する道路 | 市町村名   | 交差する場所 | 交差する場所 |
| ------------ | ---------- | ------------ | ------------ |
| 国道477号    | 近江八幡市 | 安養寺町     | 起点         |
| 国道8号      | 野洲市     | 大篠原       | 終点         |

### 交差する鉄道
- 東海道新幹線

### 沿線
- JR西日本東海道本線 篠原駅
- 安養寺町公民館
- 専念寺
- 日吉神社
- 入町自治会館
- 道の駅竜王かがみの里（終点付近）